# 松尾寺站
松尾寺站（日语：／ Matsunoodera eki */?）是位於京都府舞鶴市字吉坂113番4號，西日本旅客鐵道（JR西日本）的小濱線車站。曾經此站設有日本板硝子舞鶴工場專用線分支點。

## 概要
此站是金澤分社管轄車站中最西端。同時，此站是金澤分社內唯一京都府內車站。
此站與東舞鶴站之間距離6.1公里，為小濱線內站間距離最長區間。
北陸出走通票的自由周遊區間邊界是鄰站青鄉站，此站不是在使用範圍內。

## 歷史
- 1922年（大正11年）12月20日 - 國鐵小濱線若狹高濱站至東舞鶴站之間開通，此站啟用。為一般車站。
- 1943年（昭和18年）12月21日 - 松尾寺至火藥廠之間的朝來側線竣工，第三海軍火薬廠鐵道側線開始使用[1]。
- 1959年（昭和34年）4月 - 在朝來側線可連接日本板硝子舞鶴工場專用線。
- 1986年（昭和61年）11月 - 成為無人車站。
- 1987年（昭和62年）4月1日 - 伴隨國鐵分割民營化，車站由西日本旅客鐵道（JR西日本）和日本貨物鐵道（JR貨物）營運。
- 1991年（平成3年）4月1日 - 小濱鐵道部（日语：小浜鉄道部）、舞鶴鐵道部（日语：舞鶴鉄道部）成立，此站由福知山分社改為由金澤分社小濱鐵道部管轄。
- 1997年（平成9年）3月22日 - 再沒有貨運列車使用此站。
- 1999年（平成11年）4月1日 - JR貨物車站廢止，結束貨物起卸業務。
- 2007年（平成19年）11月 - JR西日本向當地人表示，由於建築物老化，計劃把車站大樓拆毀，但是舞鶴市對此計劃有所保留。
- 2008年（平成20年）
  - 3月31日 - JR西日本把車站大樓無償轉讓給舞鶴市。
  - 11月 - 舞鶴市把車站大樓開始進行翻新[2]。
  - 12月10日 - 把松尾寺站舊車站大樓進行保存為目的，NPO法人「永遠與車站大樓」於志樂鑽石會館內舉行會議[3]。
  - 12月25日 - 舞鶴市公布松尾寺站前觀光交流設施條例[4]。
- 2009年（平成21年）
  - 4月12日 - 車站大樓內的觀光交流設施竣工。由NPO法人「永遠與車站大樓」管理[2]。
  - 7月18日 - NPO法人「永遠與車站大樓」舉行首個[5]活動「夕涼演唱會in松尾寺站」，於站前廣場進行[6]。
- 2010年（平成22年）6月1日：小濱鐵道部廢止。由新設的敦賀地域鐵道部（日语：敦賀地域鉄道部）管轄[7]。
- 2018年（平成30年）3月9日：文化審議會文化財分科會把此站舊車站大樓為登錄成為登錄有形文化財（建造物）向文部科學大臣報告[8]。在報告後，車站大樓成為登錄有形文化財。

## 車站構造
車站是一座地面車站，設有1面1線單式月台，敦賀方向的列車會開啟右邊車門。前往東舞鶴方向和敦賀方向的列車使用同一月台。
此站是由敦賀地域鐵道部管理的無人車站。此站沒有自動售票機等營業機器。車站大樓與月台之間設有數十級樓梯。曾經此站設有日本板硝子舞鶴工場的專用側線，當時3至6號線為貨物路軌。在急行「若狹」行走時期，上下行列車會在此站進行交會。在1999年（平成11年）10月2日時間表修正起，再沒有上下行列車進行列車交會。隨後，隨著小濱線電氣化工程，信號機和轉轍器均被撤走，成為只有單式月台的車站。同時把月台高度提高。廁所在車站大樓使用會議室使用時期外不可使用。
車站大樓在1922年（大正11年）啟用當初已經存在。在2008年（平成20年）3月31日，JR西日本把車站大樓無償轉讓給舞鶴市。同年11月，舞鶴市花費約1,400萬日圓進行車站大樓翻新。在2009年（平成21年）4月12日，「舞鶴市松尾寺站前觀光交流設施」竣工。車站大樓由當地與舞鶴工業高等專門學校（舞鶴高専）相關人士共同成立了NPO法人「永遠與車站大樓」，並由該法人管理該大樓。在2018年（平成30年）3月9日，文化審議會文化財分科會把此站舊車站大樓為登錄成為登錄有形文化財（建造物）向文部科學大臣報告，在報告後，車站大樓成為登錄有形文化財。

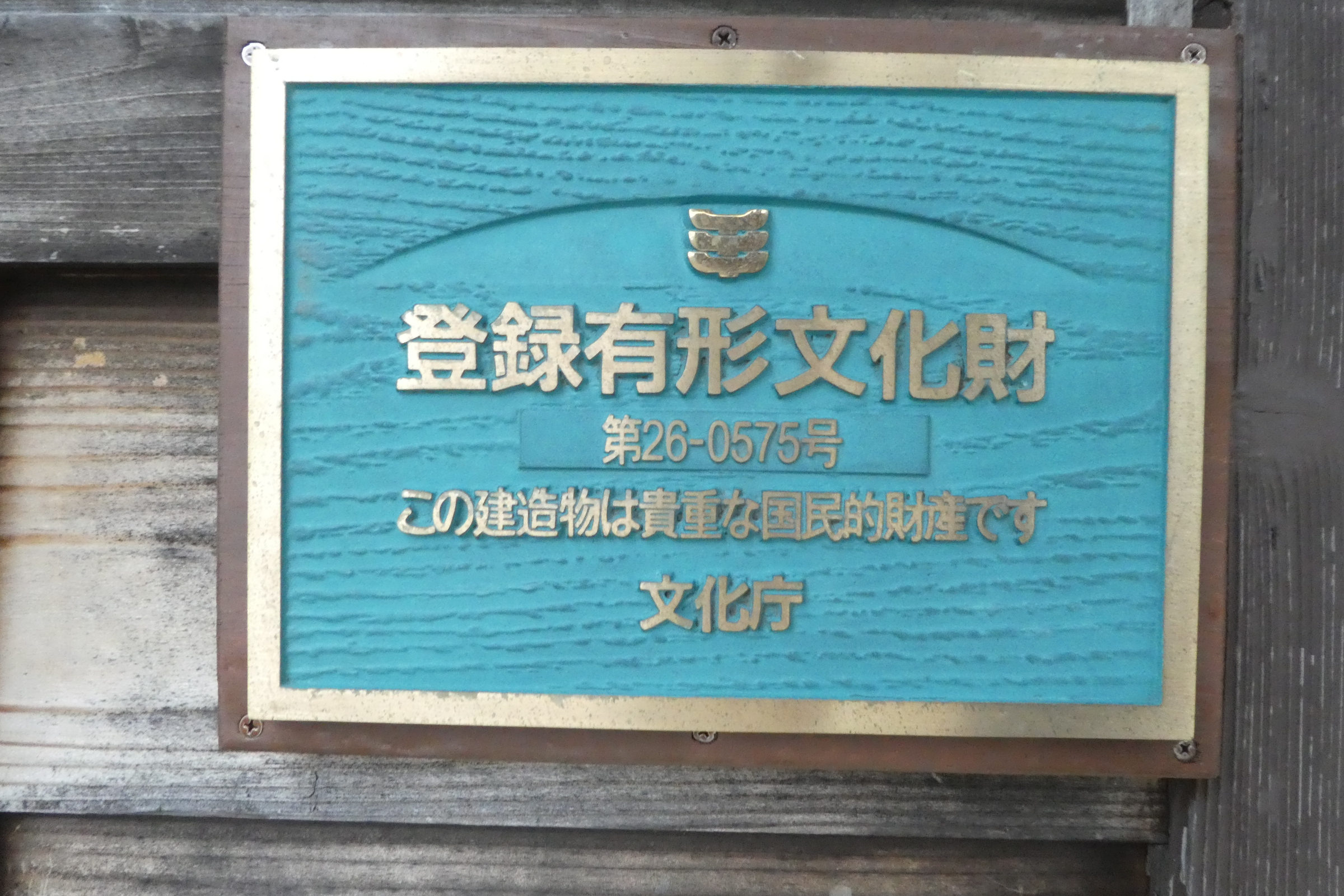
登錄有形文化財牌

## 貨物側線

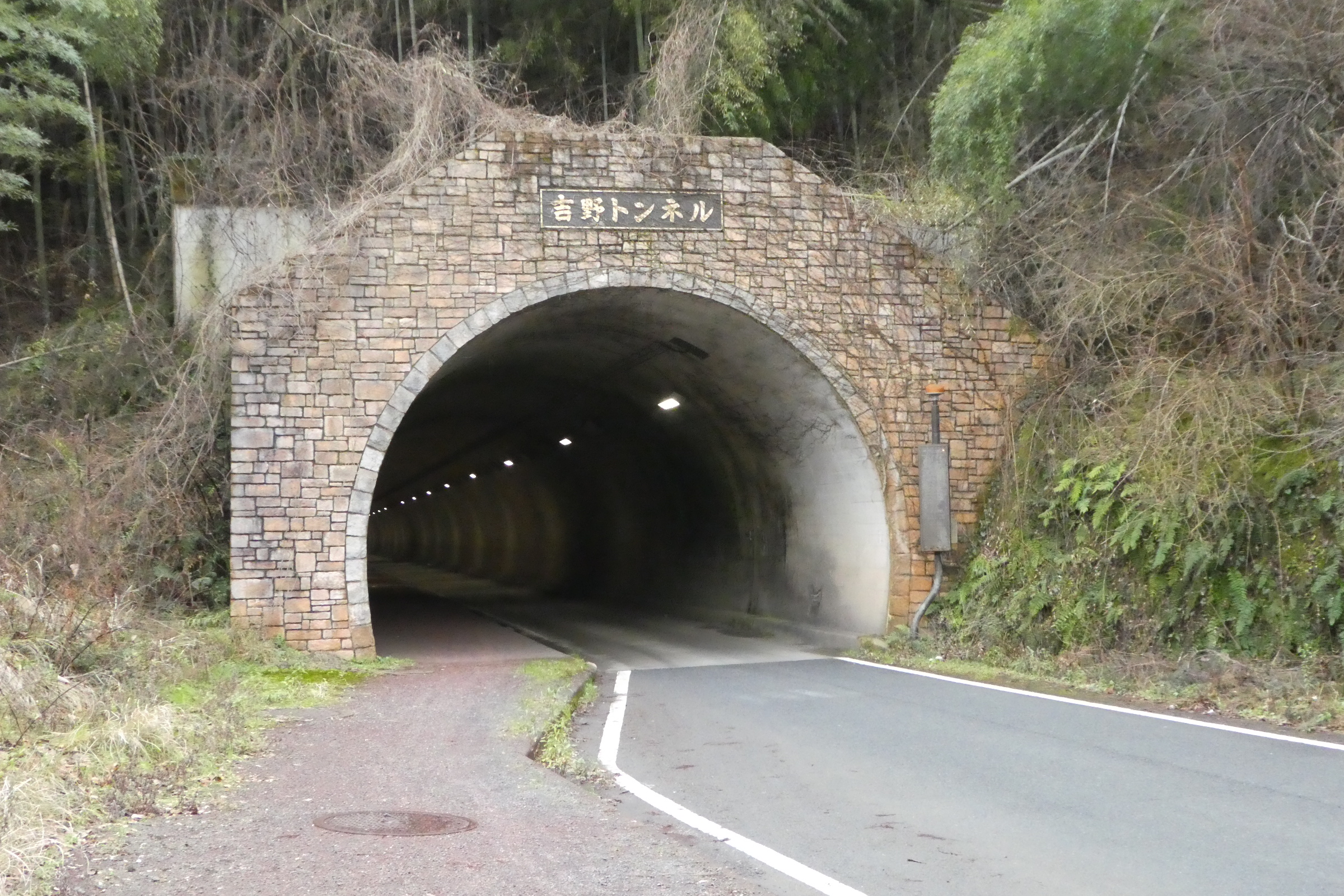
日本板硝子舞鶴工場專用線的遺址變成為吉野隧道（圖中隧道入口是靠近舞鶴工場一方）。隧道內設有行人路。

在第二次世界大戰期間的1943年（昭和18年）12月21日，敷設了第三海軍火藥廠鐵道側線（6.8公里）火藥廠與松尾寺站之間。該側線後來由戰後同盟國接收。隨後，再轉讓至舞鶴市。在1959年（昭和34年）4月後，由於火藥廠遺址是位於海邊，因此使用了該路軌開設了日本板硝子舞鶴工場專用線。該工場的製品會從側線運送往松尾寺站。在最頂盛時期的1968年（昭和43年），松尾寺站的貨物起卸量中，玻璃板達20萬3,000公噸。為福知山鐵道管理局內最大貨物起卸車站。在專用線廢止後，路軌遺址變成為道路、單車和行人路。專用線中的吉野隧道（327.2米）於1996年（平成8年）進行翻新工程，在1997年（平成9年）竣工。

## 使用狀況
以下為近年1日平均乘車人次列表
| 乘車人次變化 | 乘車人次變化    |
| 年度         | 1日平均乘車人次 |
| ------------ | --------------- |
| 1999         | 33              |
| 2000         | 27              |
| 2001         | 41              |
| 2002         | 47              |
| 2003         | 49              |
| 2004         | 38              |
| 2005         | 30              |
| 2006         | 33              |
| 2007         | 30              |
| 2008         | 41              |
| 2009         | 44              |
| 2010         | 41              |
| 2011         | 44              |
| 2012         | 47              |
| 2013         | 47              |
| 2014         | 47              |
| 2015         | 52              |
| 2016         | 47              |
| 2017         | 47              |
| 2018         | 47              |

## 車站周邊
在上述提及，車站大樓內同時為「舞鶴市松尾寺站前觀光交流設施」。
- 松尾寺（日语：松尾寺 (舞鶴市)）（西國三十三箇所第29番札所，東北方約3公里）
- 金剛院（日语：金剛院 (舞鶴市)）（西南方約1.5公里）
- 稻荷神社
- 岩室稻荷神社
- 青葉山（日语：青葉山 (京都府・福井県)）
- 舞鶴工業高等專門學校
- 國道27號
- 京都府道562號金剛院線（日语：京都府道562号金剛院線）
- 京都府道563號松尾寺停車場線（日语：京都府道563号松尾寺停車場線）
- 京都府道564號松尾吉坂線（日语：京都府道564号松尾吉坂線）

## 巴士路線
京都交通（高濱線）「松尾寺站前」巴士站是位於車站250米外的國道27號上。
- 前往東舞鶴站前、前往高濱站前（每日5往返班次，首班車在星期六、日及假日暫停服務）

## 相鄰車站
西日本旅客鐵道（JR西日本）
■小濱線
東舞鶴－松尾寺－青鄉

## 注腳

### 出典
1. 1 2  關本長三郎編  中心南丹出版，2005年（平成17年）。
2. 1 2 3  観光交流施設がオープン[]（日語） - 廣報舞鶴（舞鶴市，2009年5月1日號）
3. ↑  松尾寺駅の保存利用活動に舞鶴高専が参画しました。[]（日語） - 舞鶴工業高等專門學校
4. ↑  舞鶴市松尾寺駅前観光交流施設条例 （页面存档备份，存于）（日語） - 舞鶴市
5. ↑  夕涼みコンサートin松尾寺駅の開催について （页面存档备份，存于）（日語） - 志樂鑽石協議會
6. ↑  夕涼みコンサート in 松尾寺駅 （页面存档备份，存于）（日語） - 志樂鑽石協議會
7. ↑  福知山支社管内の鉄道部全廃　小浜鉄道部も廃止　JR西日本 - 京都北部經濟新聞，2010年6月6日付
8. 1 2  登録有形文化財（建造物）の登録について （页面存档备份，存于） - 文化庁
9. ↑  舞鶴市教育委員会社会教育課編 『舞鶴の近代化遺産 改訂版』 舞鶴市，舞鶴市教育委員會，2008年（平成20年）。
10. ↑  . 舞鶴工業高等專門學校.   [2012-08-03]. （原始内容存档于2012-08-03） （日语）.
11. 1 2 3 4   (PDF). 舞鶴市建設部土木課. 2016年9月  [2019-02-07]. （原始内容存档 (PDF)于2019-02-09） （日语）.
12. ↑  舞鶴市史編纂委員會編《舞鶴市史》各説編，舞鶴市政廳，1975年（昭和50年），207頁。
13. ↑  福知山鐵道管理局《福知山鐵道管理局史》 福知山鐵道管理局，1973年（昭和48年）。
14. ↑  京都府統計書

## 外部連結
- 松尾寺｜車站資訊：JR出門網 - 西日本旅客鐵道（日語）
- 松尾寺站前觀光交流設施 （页面存档备份，存于）（日語） - 舞鶴觀光網（舞鶴觀光誘致促進協議會，舞鶴觀光協會）